# ダイヤモンド類似石
ダイヤモンド類似石（ダイヤモンドるいじせき）あるいは模造ダイヤモンド（もぞうダイヤモンド）とは、ダイヤモンドの天然石あるいは人工合成ダイヤモンドの色や外観や質感を模倣した物である。つまり、ダイヤモンドの模造品であり、イミテーションダイヤ、ダイヤモンド・シミュラント（サイミュラント）、ダイヤモンド代用石などとも呼ばれる。

## 概説
天然ダイヤモンドと人工合成ダイヤモンドは、化学組成も化学構造も同じであり、物理的にも全く同じである。ちなみに資産価値については、20世紀から21世紀初頭においては、他の多くの宝石と同様に、全く同じ化学組成と結晶構造であったとしても、天然ダイヤの方が人工合成品よりも価値が高い。それに対して、人工合成ダイヤモンドとダイヤモンド類似石は、化学組成の段階で別物である。ダイヤモンド類似石は、その化学特性、物理特性、 内部構造がダイヤモンドのそれと、一部あるいは全部が異なっている。
なお、天然ダイヤモンドに対して、加熱処理や放射線照射を行って、より美しく見えるよう人工的に手を加えた、いわゆるエンハンスメントダイヤモンドは、ダイヤモンド類似石の定義から除外される。
ダイヤモンド類似石の代表的な物としては、
1. ガラス
2. プラスティック
3. セラミック
4. 貼り合わせ石[注 1]
5. プレス製品（再生製品）

などが挙げられる。
最もよく知られたダイヤモンド類似石としては、ラインストーンと呼ばれる有鉛ガラスの範疇のクリスタルガラスの一部と、キュービックジルコニア (CZ) である。これらは、いずれも天然に産しない人工合成石である。
その他にも、チタン酸ストロンチウム、合成ルチルといった多くの人工合成ダイヤモンド類似石が1950年代半ばに開発された。しかし、ラインストーンやキュービックジルコニアとは異なり、多くのダイヤモンド類似石は、すぐに廃れた。その一方で、20世紀末にレーザーの研究から開発された材料であるモアッサナイトもまた、ダイヤモンド類似石として出回りつつある。
なお、人工合成石が製造され始める以前には、全く別の鉱物で、ダイヤモンドのように見える石を、ダイヤモンドとして売り抜けた事例も知られる。それと似たような話として、水晶などダイヤモンドとは全く組成が異なる鉱物を指して「○○ダイヤモンド」（○○には産地名などが入る）などと呼ぶ事例も見られる。こうした名称はフォールス・ネーム（false name）またはフェイク・ジェムストーン（fake gemstone）と呼び、販売業者が値を吊り上げるなど、手前の都合良いよう勝手にこじつけただけの代物である。紛らわしいので、まともな宝石店、ジュエリー・ショップでは、その使用を避けている。
いずれにせよ、程度の差は有れダイヤモンドのように見えるとは言え、ダイヤモンド類似石はその物理的諸特性、具体的には、硬度や屈折率、複屈折、熱伝導率などが本物のダイヤモンドと異なるため、鉱物学者や宝石商は、主に目視検査で、あるいは適切な測定機器を用いて鑑別できる。

## 諸特性の許容値とその差異
その特性がダイヤモンドに極めて類似している最先端の人工ダイヤモンド類似石であっても、明らかに模造品だと判る1つの、ないしは複数の特徴を有しており、ダイヤモンドに精通した専門家であれば、そういった特徴から類似石とダイヤモンドとの見極めができる。この相違点の多くは、自然光下において視覚的に認識できる。宝石学において重要な点は、そうした特徴のうち、特に非破壊検査により判定できる点も挙げられる。
なお、非破壊検査が好ましいとされる理由は、真のダイヤモンドであれば普通は傷が付かない程度の検査で、硬度や耐久性を測定するような破壊検査を実施して傷が付いた場合には、たとえその石がダイヤモンドではない真っ赤な偽物であっても、一部が破損しただけでも、程度の差は有れ価値が低下するからである。例えば、真贋を見極めたい石の多くはすでにカットされ、台に据え付けられたりして宝飾品に組み込まれているのに、傷が付けば見栄えに悪影響を与える。また、どのような石が取り付けられていたにしても、骨董的、美術的といった別の価値が有るわけで、その所有者にとっては傷物にされたという受け入れ難い結果に至るためである。
ここ以下では、ダイヤモンドとダイヤモンド類似石の比較対照できる特性の一部を示す。

### 硬度
モース硬度は引っかき傷に対する抵抗性で示される、非線形の鉱物の硬度の指標である。ダイヤモンドがとてつもなく硬いという事実により、ギリシャ語のアダマントという形容詞が名称の語源にされた程であり、ダイヤモンドは、天然石としてはモース硬度において最高位の10にランクされている。それゆえにダイヤモンドは、ダイヤモンドを用いた場合を除いてその研磨が非常に困難であり、ダイヤモンドに通常は傷が付かない。
このため、かつては「窓ガラス検査」と呼ばれる判別法が、ダイヤモンドの真贋を見極める方法として妥当だと一般的には考えられていた。しかしながら、これは破壊検査の1種であり、検査対象石で窓ガラスを擦って、石の側に傷が付かないかどうかを見る手法である。もし石が本物のダイヤモンドであれば、窓ガラスにだけ傷が付き、石には傷が付かない。
なお、通常のガラスの代わりに、モース硬度9のサファイア製の板を用いる場合も有る。だが、この方法は以下に示した2つの理由からお勧めできない。まず1つ目の理由は、ガラスのモース硬度は通常は6程度で低く、これよりもダイヤモンド類似石のモース硬度が高い場合が多い。これに対して、サファイアのモース硬度よりは低いため、ダイヤモンド類似石に、酷い破損を招く可能性が高い。そもそも多くのジュエリーに組み込まれた《ダイヤモンドかもしれない石》は、それが本物のダイヤモンドではなくとも、それなりの価値が有るとされているのに、破損したら、その価値を損なうためである。2つ目の理由は、ダイヤモンドは結晶構造の関係で、4方向に劈開する性質を有しており、この方向に沿って力を加えると、本物のダイヤモンドであっても簡単に割れる。すなわち、場合によっては検査の過程で、本物のダイヤモンドが砕ける可能性も否めないためである。
したがって、非破壊検査の方が重視されるようになってきた。モース硬度を直接は調べられないものの、間接的に非常に硬い素材である事を示す証拠を、観察によって調べる方法が用いられ得る。例えば、本物のダイヤモンドが、丁寧にファセット・カットされた光沢面をルーペや顕微鏡下で観察すれば、平面は傷が全く無く滑らかで、角の部分にも磨耗した部分が見られず、輪郭がシャープである様子が、視覚的に明白に確認できる。なお、この性質は、当然ながらダイヤモンド類似石にも要求される。もちろん、ダイヤモンド類似石に用いられる材料は、可能な限り頑丈な物を選択するわけだが、さすがに本物には遥かに及ばず、それゆえ、表面の傷や角の磨耗の有無から区別できる。

### 比重
宝石用ダイヤモンドの比重もしくは密度は3.52で、ほぼこの値から外れない。ほとんどのダイヤモンド類似石はこれよりずっと重いか、あるいは若干軽い。例えば、キュービックジルコニアは比重が5.6から6なので、同サイズの本物のダイヤモンドに比較して、1.7倍ほどの重量である。したがって、裸石の場合は、この差を利用して簡単に真贋を見極められる。ジヨードメタンのような比重の高い液体が、この目的のために使用される。ただし、ジヨードメタンは強い毒性を有するので、この鑑定法はあまり用いられない。より実用的な方法は、対象石の各パラメータを測定し、想定される容積値や重量値と比較する方法である。

### 光学特性と色
ダイヤモンドは通常、そのきらめき（ブリリアント）を引き出すために、ブリリアントカットが施される。ブリリアントとは、石に入射した光が全て石の底面で反射し白く輝く事である。ブリリアントが石を適切に切った結果として発生する理由は、ダイヤモンドが、ナトリウムのD線の波長589.3 nmにおいて2.417という高い屈折率を有しており、その屈折率に合わせて、ダイヤモンドの石の中に入射した光が、なるべく石の中から再び出て来るように、適切な形状に石を切ったためである。それに加えて、ブリリアントカットを施したダイヤモンドは、虹色のカラフルな光の明滅も見せるわけだが、これはファイアと呼ばれる。ファイアが石を適切に切った結果として起きる理由は、ナトリウムのB線からG線間の波長域で測定した際に、0.044という、白色光を7色に分光できるレベルの高い分散 (光学)分散値を有するからである。
ダイヤモンドのブリリアントカットは、もちろんダイヤモンドの光の屈折率と分散値に最適化されているから、ダイヤモンド類似石の屈折率と分散値が本物のそれより低ければ、輝きが鈍って見える。逆に屈折率と分散値が本物のそれより高過ぎれば、どこかまがまがしく輝き、美しいというより、むしろしつこいと感じるだろう。
そこで、ダイヤモンドの屈折率と近い値を持つ、チタン酸バリウム、キュービックジルコニアなどの模造ダイヤモンドが世に出回るようになった。これらは屈折率がダイヤモンドと近いために、ブリリアンカットを施すと肉眼で見分ける事は困難である。
なお、屈折率と分散値を直接測定する行為は、あまり意味が無い。と言うのも、ごく普通に出回っている宝石用の屈折計は、測定可能な上限値が1.81までとなっているからである。だが、メーカーの中には赤外線をどれだけ反射するかを測定する手法により、間接的に石の屈折率を測定する反射率計を考案した企業も有る。
光学特性もまた重要な要素である。ダイヤモンド及び等軸晶系の結晶構造の石や、ガラスのようなアモルファス材料の一部は、等方性つまり媒質内に入射した光は、結晶の向きに依存せず、同じ振る舞いを見せる性質を有している。対するに、多くの石は異方性を有しており、複屈折という、光軸を除いたあらゆる方向から入射した光が、2方向に分光される性質を示す。複屈折はたいがい肉眼で検知可能であり、複屈折を有する石は背面ファセットの稜線や内包物が、二重に見える。
ダイヤモンドは、UV-A (365 nm) 光下において、青、黄、緑、藤色、赤など様々な強い蛍光を発する。ほとんどの場合、蛍光は青であるが、そうした石は黄色い燐光も発する。これらは宝石の種ごとに特有の組み合わせであると考えられている。多くのダイヤモンド類似石とは対照的に、本物はUV-C光下においては通例ほとんど蛍光しない。同様に、ダイヤモンド類似石の多くが人工合成石なので、その光学特性も似通った物である。ダイヤモンドをたくさん付けた指輪が有るとすれば、その石それぞれが色や強さなどにおいて、異なった蛍光を発するのが普通である。どの石も同じような蛍光を発するのであれば、それらはダイヤモンドではない可能性が高い。
無色とされるダイヤモンドの多くは、実際にはわずかに黄ばみ、もしくは茶色味を帯びている。その一方で、ダイヤモンド類似石はダイヤモンドのカラー用語でいうところの“D”クラス、つまり本物でも滅多にお目にかかれない完全に無色透明の石が普通に見られる。ゆえに、この手のあまりにも旨過ぎる話には、くれぐれもご用心すべきである。
でも、と、なると、無色透明～薄い黄色・茶色ではない、色の付いたダイヤモンド、つまり、カラーダイヤモンド、またの名をファンシーダイヤモンドとも呼ばれる偽物と本物の判別は一層難しいように思われるかもしれない。だが、ダイヤモンド類似石で出せる色は、ほとんどが似せているだけである。無色透明も含めた多くのダイヤモンドを、直視型の分光器で観察すると415 nm帯に特徴的な暗線スペクトルが見られる。人工合成された類似石にはしばしば不純物、具体的には希土類元素が意図的に混ぜられており、それらは本物には出るはずのない暗線スペクトルとして現れる。
また、本物のダイヤモンドにはしばしばその内外部に欠陥やインクルージョンが見られ、その多くは格子欠陥と他の固体鉱物結晶である。人工合成石には欠陥やゴミが全く見られず、たとえ有ったとしてもそれは製造過程で紛れ込んだ、いわば製造工程上の特徴といった物である。また、天然のダイヤモンドには、普通は見られない気泡がインクルージョンとして混じっている場合も有る。なお、天然の類似石にとりわけよく見られる欠陥は、本物のダイヤではほとんど観察されない羽毛状の液体である。ダイヤモンドのカットでは、しばしば原石の結晶面をそのまま残しておく場合が有る。こうした面はナチュラルと呼ばれ、カット名称で言う、ガードル部分がそれに当たる。そういった場所には、トリゴン（またはトライゴン、trigon）と呼ばれる逆三角形の窪みが見られる。これは格子欠陥に由来すると言われており、こういった印は、本物のダイヤモンドにしか見られない。

### 熱伝導率
ダイヤモンドの熱伝導率は高く、非常に熱を伝え易い。例えば、金属の中でも銅は熱伝導率が比較的良いため、わざわざ銅製の鍋などが作られるわけだが、その銅の5倍の熱伝導率を誇る。一方で、ダイヤモンド類似石の中には、熱伝導率の低い物が複数種有る。
この特性はダイヤモンド熱慣性テスターの鑑定原理に利用されている。こうしたテスターはバッテリー駆動の2本のサーミスタに細い銅線をつないで作られている。サーミスタの一方は加熱装置として稼動し、もう一方で銅線の温度を測定する。被試験石が本物のダイヤモンドであれば、銅線の温度の劇的な低下が観察できる。だがしかし、ほとんどのダイヤモンド類似石は熱に関しては絶縁体なので、そうはならない。この検査は2～3秒で済む。唯一の例外はモアッサナイトで、この石の熱伝導率はダイヤモンドのそれに似る。古いテスタだとモアッサナイトに騙される可能性は否定できないが、最新の熱慣性テスターは、この2種を区別できるまでに改良されている。最後に開発されたのがナノダイヤモンドコートで、その名の通り、とても薄いナノレベルのダイヤモンドの膜を素材の上に設けた物である。こればかりはきちんと検査しないと、その反応が本物のダイヤモンドと同じなので騙されかねない。

### 電気抵抗
同素体の黒鉛などとは異なり、不純物を含まないダイヤモンドは、絶縁体であり、高い電気抵抗を示す。その理由は、完全なダイヤモンドの巨大分子には、自由電子が全く無いからである。

## ダイヤモンドとその類似石のまとめ

### ダイヤモンドとその類似石の鉱物特性
| 材料                         | 組成化学式              | 屈折率 589.3 nm | 分散 431 - 687 nm | モース硬度 | 密度 (g/cm3) | 熱伝導率 | 類似石として の流通期間 |
| ---------------------------- | ----------------------- | --------------- | ----------------- | ---------- | ------------ | -------- | ----------------------- |
| ダイヤモンド                 | C                       | 2.417           | 0.044             | 10         | 3.52         | 優       | 1476 -                  |
| 人工合成材料                 |                         |                 |                   |            |              |          |                         |
| ガラス                       | SiO2 と Pb, Alまたは Tl | ~ 1.6           | > 0.020           | < 6        | 2.4 - 4.2    | 弱       | 1700 -                  |
| 無色サファイア（コランダム） | Al2O3                   | 1.762 - 1.770   | 0.018             | 9          | 3.97         | 弱       | 1900 - 1947             |
| スピネル                     | MgO・Al2O3              | 1.727           | 0.020             | 8          | ~ 3.6        | 弱       | 1920 - 1947             |
| 合成ルチル                   | TiO2                    | 2.62 - 2.9      | 0.33              | ~ 6        | 4.25         | 弱       | 1947 - 1955             |
| チタン酸ストロンチウム       | SrTiO3                  | 2.41            | 0.19              | 5.5        | 5.13         | 弱       | 1955 - 1970             |
| YAG                          | Y3Al5O12                | 1.83            | 0.028             | 8.25       | 4.55 - 4.65  | 弱       | 1970 - 1975             |
| GGG                          | Gd3Ga5O12               | 1.97            | 0.045             | 7          | 7.02         | 弱       | 1973 - 1975             |
| CZ                           | ZrO2（+希土類元素）     | ~ 2.2           | ~ 0.06            | ~ 8.3      | ~ 5.7        | 弱       | 1976 -                  |
| モアッサナイト               | SiC                     | 2.648 - 2.691   | 0.104             | 8.5 - 9.25 | 3.2          | 強       | 1998 -                  |
| 天然産素材                   |                         |                 |                   |            |              |          |                         |
| 水晶/石英                    | SiO2                    | 1.543 - 1.554   |                   | 7 -        | 2.50 - 2.65  |          | 古代から                |
| ゴシェナイト                 | Be3Al2Si6O18            | 1.577 - 1.583   |                   | 7.5        | 2.7          |          |                         |
| トパーズ                     | Al2F2SiO4 Al2(OH)2SiO4  | 1.62 - 1.63     | 0.014             | 8 -        | 3.50 - 3.57  |          |                         |
| ジルコン                     | ZrSiO4                  | 1.93 - 1.98     | 0.039             | 7.5        | 3.9 - 4.7    | 弱       | 2000年前から            |
| 灰重石                       | CaWO4                   | 1.92 - 1.94     | 0.026             | 4.5 - 5.5  | 5.9 - 6.1    |          |                         |
| 白鉛鉱                       | PbCO3                   | 1.804 - 2.078   | 0.051             | 3.5        | 6.51         |          |                         |
| 閃亜鉛鉱                     | ZnS(FeS)                | 2.37            | 0.156             | 3.5 - 4    | 3.9 - 4.1    |          |                         |
| ツァボライト                 | Ca3Al2(SiO4)3           | 1.74            | 0.027             | 6.5 - 7.5  | 3.1 - 4.3    |          | 1967 -                  |
| デマントイド                 | Ca3Fe3+ 2(SiO4)3        | 1.89            | 0.057             | 6.5 - 7.5  | 3.1 - 4.3    |          | 1868 -                  |

屈折率は、等軸晶系についてはそのまま。その他については複屈折を織り込んだ、2つの値の平均を記している。

### ダイヤモンドで終わるフォールス・ネーム
- アラスカ・ブラック・ダイヤモンド - アメリカ合衆国アラスカ州産のヘマタイト。
- アラスカ・ダイヤモンド - 水晶
- アーカンサス・ダイヤモンド - またはアーカンサス・ダイヤモンド。アメリカはアーカンソー州産の水晶。
- ヴァルム・ダイヤモンド - インドはタミル・ナードゥ州タンジャーヴールで加工された水晶[5]。
- ウラル・ダイヤモンド - ガーネットの1種のデマントイド。
  - この石が元々ウラル山脈に産し、ガーネットにしては屈折率が高いことから。
- オクシデンタル・ダイヤモンド - ブリリアントカットした水晶。
  - オクシデンタルは「西洋の」という意味なので「西洋のダイヤモンド」と呼ばれる場合も有る[5]。
- ケープ・メイ・ダイヤモンド - アメリカ、ニュージャージー州南部で採れる水晶。
- ケニア・ダイヤモンド - 合成ルチル
- コーニッシュ・ダイヤモンド - オーストリア＝ハンガリー帝国マルマロス県（今日のルーマニアはマラムレシュ県）産の光輝の強い小粒の水晶[5]。
コーニッシュは「コーンウォールの」という意味だが、何ら関係が無い。
- サクソン・ダイヤモンド - トパーズ
- シベリア・ダイヤモンド - 無色トルマリン
- シミリ・ダイヤモンド - 水晶またはガラス
- スラブ・ダイヤモンド - 無色トパーズ
- ハーキマー・ダイヤモンド - アメリカ合衆国はニューヨーク州のハーキマー郡で採れる透明度の高い水晶。
フォールス・ネームの使用は誤解を招くので避けられているのだが、これだけは例外でミネラル・ショップなどでよく使われている。
- バクストン・ダイヤモンド - イギリスはバクストンで採れる水晶。
- ハワイアン・ダイヤモンド - 水晶またはペリドット。
- ブラジリアン・ダイヤモンド - ブラジル産の水晶。
- ブリストル・ダイヤモンド - コーニッシュ・ダイヤモンドに同じ[5]。
ブリストルはイギリス中部の都市だが、全く無関係である。
- ペラム・ダイヤモンド - 水晶[5]
- ペンシルバニア・ダイヤモンド - アメリカはペンシルベニア州産の黄鉄鉱。
- ボヘミアン・ダイヤモンド - 水晶
- マタラ・ダイヤモンド - スリランカ産無色ジルコン。
- マリ・ダイヤモンド - インド製の水晶ネックレス[5]。
- モーゴク・ダイヤモンド - ミャンマーはモーゴク鉱山産無色トパーズ。
- 夜のダイヤモンド - ペリドット
夜間もその輝きが衰えず、昼と同程度であり冴えわたっていることから。
- ライン・ダイヤモンド - ゴシェナイトのような無色の緑柱石。またはラインストーンのようなガラスなどで作られた模造ダイヤモンド。
- ラジウム・ダイヤモンド - 煙水晶
- ラングーン・ダイヤモンド - ミャンマー産ジルコン
- レイク・ジョージ・ダイヤモンド - ニューヨーク州レイク・ジョージで採れる水晶[5]。
- レインボー・ダイヤモンド - 合成ルチル
ダイヤモンドより高い屈折率を示し、ファイアが虹色に見えるところから。
- ワイト島のダイヤモンド - ワイト島は英仏海峡に浮かぶ小島だが、何の関わりも無い[5]。

## 人工合成された類似石
ダイヤモンドに似せた石を人工的に合成する行為は百年以上にわたって行われ続けてきており、こうしたダイヤモンド類似石が示す諸特性値は、技術の進歩により新しく登場した物ほど、本物のそれにだんだんと近付いてきてきた。こうしたダイヤモンド類似石のほとんどは出現した時期ごとにそれぞれ特徴が有り、一時的、または継続的に大量生産されたため、今日の宝石業界においてもなお、様々な頻度で出現し続けている。ダイヤモンド類似石の中には、当初は宝石としての使用ではなく、先端技術での使用を念頭において開発された物も含まれており、例えば、レーザーの発振用媒質、バリスタ、磁気バブルメモリなどの用途であった。そのような特殊用途のために製造されたダイヤモンド類似石の中には、生産量が極めて限られた物も存在するため、古いタイプのダイヤモンド類似石を入手するために、コレクターはプレミアを支払わねばならない場合も有る。このような事情も有り、ダイヤモンドかどうかの鑑定を実施する際には、破壊検査ではなく非破壊検査が求められる側面も有る。

### 18世紀以降
ガラスに鉛、アルミナ、タリウムを混入して屈折率と分散を高める製造法は、バロック時代後期から行われるようになった。こうして製造されたガラスは益々光り輝くようになり、新たにカットすればダイヤモンド類似石になり得た。ラインストーン、ペースト、ストラスといった名で知られたこの種の類似石は、アンティーク・ジュエリーの分野では、しばしば見られる品である。よってこの種の石については、ジュエリー自体に骨董的価値が存在する場合も有り得るので、ガラスだからといって資産価値が著しく落ちるとは限らない。ガラスの有鉛化により、通常のガラスの硬さであるモース硬度6以下に柔らかくなった結果として、ラインストーンのファセット（カット）面やその縁は、削れ易く、傷付き易い。それに伴い、貝殻状断口、気泡、鋳型の継ぎ目といった特徴が中倍率程度で見付けられるため、ガラス製イミテーションの鑑定は容易である。近代になるとカットではなく成型による模造がごく一般的となったが、ファセット面は凸凹で、縁は相変わらず容易に丸まってしまう。さらには鋳型に入れられた際に付いた傷や線が見られる。張り合わせ石など、ガラスは他の素材と組み合わされイミテーションに用いられる場合も有る。

### 1900年 - 1947年
多種多様なダイヤモンド類似石のうち、最初に人造合成結晶として登場した物は、無色の合成サファイア（Al2O3、コランダム単結晶）と、合成スピネル（MgO・Al2O3、二アルミニウムマグネシウム四酸化物単結晶）である。この2つは、20世紀最初の10年にベルヌーイ法（火炎溶融法）により、かなりの量が製造された。もっとも、スピネルは1920年代になるまで特にこれといった用途は無かった。ベルヌーイ法では、逆さにした酸水素ガスを出す吹管を内部に有した装置を用い、その吹管中に精製した原料粉と、原料粉の熔融のために必要な気体を通す。原料粉は酸水素炎中を落下しながら熔融し、ゆっくり回転する台座に堆積する。台座は常に炎をくぐりぬけた直下の位置に、堆積物の頂上を据えるように、ゆっくりとその高さが調整される。数時間をかけて溶融粉末は冷却され、円柱状単結晶もしくはブールと呼ばれる塊の結晶に成長して、最大径9 cmまでの結晶を焼成できる。この製造法は充分に経済的であったために、多く製造された。なお、チョクラルスキー法を用いれば、ブールは数キログラムの大きさにまで成長させられる。
サファイアはモース硬度9、スピネルはモース硬度8と比較的頑強である上に、化学的にも安定した鉱物であり、元来が宝石として扱われてきた鉱物である。しかし、本物のダイヤモンドと比較した場合には、屈折率がぐっと劣る。具体的には、サファイアの屈折率は1.762から1.770で、スピネルの屈折率は1.727であり、ダイヤモンドの2.417に及ばない。このため、ブリリアントカットをしても、ダイヤモンドと同様には光を反射しない。また、サファイアはまた三方晶系であるため、複屈折が見られ、真贋の別が容易である。さらに、分散値もダイヤモンドの0.044と比べて低く、サファイアが0.018で、スピネルが0.020であり、ゆえにブリリアント・カットを施しても、ダイヤモンドのようなファイアは見られない。にもかかわらず、合成サファイアや合成スピネルは1920年代から1940年代後期にかけてダイヤモンドのイミテーションに広く用いられた。この2つはまた他の素材と組み合わされイミテーションに用いられる場合も有った。なお、合成サファイアには「ダイヤモンデッテ（Diamondette)」「ダイヤモンダイト（Diamondite)」「ジュラードダイヤモンド（Jourado Diamond)」「スリリアント（Thrilliant)」といった流通名が使用された。また、合成スピネルには「コルンドライト（Corundolite)」「ラスタージェム（Lustergem)」「マグラクス（Magalux)」「ラディアント（Radiant) 」といった流通名が付けられた。

### 1947年 - 1970年
屈折率や分散値が低いという光学上の欠点が改善された最初のダイヤモンド類似石は、合成ルチル（TiO2、二酸化チタン単結晶）である。1948年を迎えようとしていた頃から用いられ始めた合成ルチルは、まばゆいばかりの光に溢れた石であった。いや、光り過ぎていた、と、言うべきかもしれない。合成ルチルの屈折率は2.8、分散値は0.33である。これらの値は本物のダイヤモンドのそれを遥かに越えているため、その結果として合成ルチルに生ずるきらめきは、目映いばかりの虹色を呈する。さらに、合成ルチルは複屈折を示す。これはカットテーブルを光軸に垂直にした場合に、表には出ない特性だが、それがわずかでもズレると背面ファセットの稜線が二重に映るためにあからさまになる。合成ルチルは、一時期はかなりもてはやされたものの、色が若干黄ばんで見えるのがどうしても改善できなかったので、次第に用いられなくなっていった。しかしながら、合成ルチルは様々な金属酸化物を不純物として混入させれば、青や赤といった幅広い色石を得られる。こういった色石や無色に近い石は、それまでになかった石として人気を博のだが、この石はモース硬度も6以下と低くて傷付き易くく、おまけにかなり脆いので、次第に実用品として用いられなくなり、やがて製造されなくなっていった。合成ルチルは、第3の酸素パイプを設けたトリコーンバーナという発明を採用した改良ベルヌーイ法により合成された。チタンの焼成にはさらに多量の酸素を必要とするため、単結晶の生成にはこういった工夫が必要だったのである。この技術はCharles H. Moore, Jr.により、ニュージャージー州のサウスアンボイに位置するナショナルリード（後のN.L.インダストリ）により発明された。合成ルチルの製造はナショナルリードとユニオンカーバイドの2社でほぼ独占され、ピーク時の年間生産量は750,000カラット (150 kg) に達した。なお、合成ルチルには多種多様な流通名が付けられた。例を挙げれば「アストリル（Astryl)」「ダイヤモティスト（Diamothyst)」「ジャワゲム（Gava or Java Gem)」「メレディス（Meredith)」「ミリディス（Miridis)」「レインボー（マジック）ダイヤモンド（Rainbow (Magic) Diamond)」「ルタニア（Rutania)」「チタンジェム（Titangem)」「チタニア（Titania)」「アルティメット（Ultamite)」などなどである。

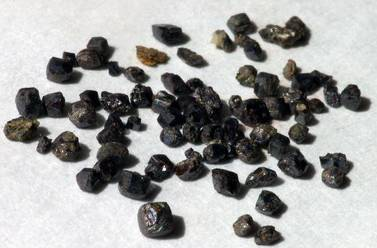
天然産のタウソン石は上の写真のように宝石にはならない。

ナショナルリード社はまた別のチタン化合物にも目を付け、その合成法を研究した結果として発売された物が、チタン酸ストロンチウム（SrTiO3、タウソン石単結晶）である。この研究は1940年代の終わり頃から1950年初頭にかけて Leon Merker と Langtry E. Lynd の2人により、またもやトリコーンバーナを採用した改良ベルヌーイ法を用いて行われた。1955年にチタン酸ストロンチウムが市場に導入されると、それまでイミテーションダイヤモンドの市場を席巻していた合成ルチルにたちまち取って代わった。これはチタン酸ストロンチウムが目新しかっただけではなく、その光学的特性が屈折率は2.41、分散値は0.19と、ダイヤモンドに比較的近く、合成ルチルのけばけばしい極彩色の外観をかなり改善できたためである。さらに、合成ルチルと同じ不純物を混入させる方法により、黄色、オレンジ、赤、青、黒といった色石も得られた。その上に、本物のダイヤモンドと同じく等軸晶系なので複屈折も無く、合成ルチルのようにファセットの稜線が二重に見えない。
チタン酸ストロンチウムの唯一にして最大の欠点は、焼成温度がかなりの高温になる点を除けば、耐久性に乏しい点である。モース硬度は5.5と傷付き易く、合成ルチルよりずっと脆い。それゆえチタン酸ストロンチウムと、安定した他の素材を組み合わせたダブレットが作成されたりもした。そういう欠点を抱えてはいたが、この時点では最良のダイヤモンド類似石であったので、ピーク時の年間生産量は150万カラット (300 kg) に達した。製法特許の関係からアメリカ合衆国内ではナショナルリードの1社独占で製造され、他国では、日本の中住結晶ラボラトリーで製造された。なお、チタン酸ストロンチウムには「ブリリアンテ（Brilliante)」「ダイヤジェム（Diagem)」「ダイアモンティア（Diamontina)」「ファブライテ（Fabulite)」「マーベライト（Marvelite)」といった流通名が与えられた。

### 1970年 - 1976年
1970年頃からチタン酸ストロンチウムは「合成ガーネット」とでもいうべき新しい部類のダイヤモンド類似石に、次第に置き換えられていった。これらは本当の意味でガーネットとは言えない。確かに、ここで新たに開発された石は、天然ガーネットと同じ等軸晶系の結晶構造は有する。しかし、天然ガーネットはそのどれもがケイ酸塩鉱物である。ところが、ここで登場してきたチタン酸ストロンチウムの代替品の石には、組成にケイ素を含まないので、むしろ酸化物だからであり、一般的な化学構造式はA3B2C3O12で表される。なお、天然ガーネットではCは常にケイ素であり、A、Bには地球の地表付近にありふれた金属元素の数種類の中で、2種類が入る。これに対して、合成ガーネットではそのいずれにも、あるいは一方にあまり地球の地表付近で濃度が高いとは言えない希土類元素が入る。これらはラインストーンを除き、天然に相当する鉱物が見当たらない唯一のダイヤモンド類似石である。宝石学的には、これらは合成宝石と言うよりは、むしろ人工宝石と呼ぶ方がふさわしい。なぜなら、合成という単語には、自然界にも存在する物を人手で組上げる、という意味を含むからである。

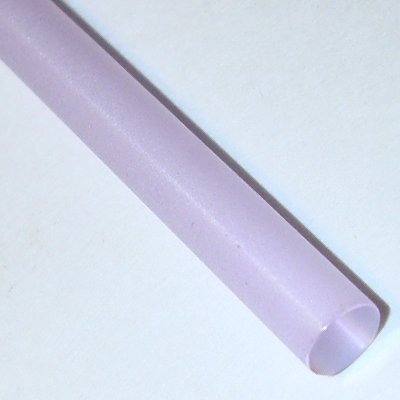
YAGの主な使用目的は、YAGレーザーの発振のためである。

人工ガーネットは何種類も人工合成されたものの、実際にダイヤモンド類似石として流通した物は2種類だけである。1種類目は、1960年代終わり頃に登場したイットリウム・アルミニウム・ガーネット（Y3Al5O12、ヤグ (YAG)）である。これは熔融から結晶生長までチョクラルスキー法、別名結晶引き上げ法により製造され、現在も同法で製造されている。不活性ガスで満たされた空間にイリジウム製のるつぼを置き、中には酸化イットリウムと酸化アルミニウムを入れ、約1980 ℃を保つよう注意深く温度を制御し、熔融させて混ぜ合わせる。竿の先に小さな種結晶が取り付けられ、るつぼ内の熔融液表面に種結晶が接触するまで下げられる。そうすると種結晶の下に熔融液物が付く。なお、熔融液表面の温度は融点ぴったりから下になるよう温度管理をせねばならない。竿はその間ずっと回転させながら慎重に引き上げられ、るつぼ内の熔融液は徐々に円柱状のブール結晶へと析出し、同時に成長してゆくわけである。結晶の純度はかなり高い。そして、1回のバッチ処置だけで、5 cm高、径20 cmの約9千カラット (1.75 kg) の結晶を製造できる。
YAGのモース硬度は8.25と高く、脆くない点も、チタン酸ストロンチウムから大きく改善された点だと言える。一方で屈折率は1.83、分散値は0.028とかなり低いが、ブリリアントカットを施しても、ハッキリしたファイアが確認でき、輝き具合も良かった。繰り返すが、屈折率と分散値はダイヤモンドのそれよりかなり低いにもかかわらず、である。不純物の添加により得られる色の数はそれこそ無数で、黄や赤、それに模造エメラルドにできるレベルの鮮やかな緑も出せた。主な製造元にはミシガン州のICT、ライトンシステムズ、アライドケミカル、レイセオン、ユニオンカーバイド社などが有った。ピーク時である1972年の年間生産量は40,000,000カラット (8000 kg）だったが、その後は急落した。流通名はそれこそ無数に有るが、代表的な名称は「ダイヤモニア、または、ダイヤモネア（Diamonair)」「ダイヤモニーク（Diamonique)」「ジェモネア（Gemonair)」「レプリーク（Replique)」「トリアモンド（Triamond)」などである。 
YAGの生産量が急落した理由は、1つには市場が飽和したのがその理由だが、その一方ですぐに新たなもう1種のダイヤモンド類似石として重要な人工ガーネットの、ガドリニウム・ガリウム・ガーネット（Gd3Ga5O12、スリージー (GGG)）が登場したためでもある。
GGGの製造法はYAGと同じだが、GGGの融点は1750 ℃と少し低くて済む。GGGの屈折率は1.97であり、YAGよりも屈折率が高く、ダイヤモンドに近くなった。GGGの分散値である0.045に至っては、ダイヤモンドにほぼ一致する。その上にGGGは、主な宝石と比べても充分に強靭で、モース硬度は7である。ところがGGGは、原料費がYAGよりかなり嵩み、太陽光もしくは紫外光の曝露により色が次第に黒ずんでくる点も、その普及を阻んだ。これは、GGGが技術分野で新材料として開発されながらも、結局は役に立たずに終わり、宝石向けに転用された事実を意味している。なお、GGGの比重は7.02だが、この比重の値は、既知のダイヤモンド類似石や宝石の中で最大であり、対象の大きさから、それが本物のダイヤモンドであった場合推測できる重さと、実際のそれを比較すれば簡単に鑑別できる。相当量が製造されたYAGと異なり、GGGの製造量は1970年代を通して増えも減りもしなかった。GGGの流通名は「ダイヤモニーク2（Diamonique II)」「ガリアント（Galliant)」などである。

### 1976年 - 現在

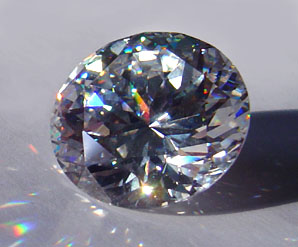
製造原価が充分に安価で、かつ、そこそこ見た目もダイヤモンドに似ているCZは、1976年の登場以来、宝石としても経済的にも、最も重要なダイヤモンド類似石として今日の地位を築いた。

1976年にダイヤモンド類似石市場に投入された、CZことキュービックジルコニア（ZrO2、二酸化ジルコニウム）は、瞬く間に、宝飾品として用いられる品質の模造ダイヤモンドの市場を席巻した。1980年にはCZの年間製造量が50,000,000カラット (1トン) に達した程である。宝石としても経済的にも、最も重要なダイヤモンド類似石としての地位を築いた。
CZ自体は1930年から合成されていたのだが、それはセラミックス形態としてであった。CZの単結晶を得るには、従来のダイヤモンド類似石合成法とは異なり、どんな材料でできたるつぼを持ってきても融けてしまう高い融点 (2750 ℃) を、どう克服するかにあった。これを解決へと導いた方法が、水冷銅管の網と、電磁誘導加熱式のコイルである。後者はジルコニウム原料粉を熱し、前者は表面を冷やし、1 mm 厚以下のガワを形成し保持し続けるために用いられる。CZはその結晶の表面が冷却により固化する事で、それ自身がるつぼとなり、その中で結晶が成長する。この技法を冷却るつぼ法（冷却管を用いることから）、スカルるつぼ法（るつぼを兼ねた成長する結晶の形状から）などと呼ぶ。
標準気圧下においては、酸化ジルコニウムは立方晶系よりむしろ単斜晶系の結晶を形成する。立方晶系へ持ち込むには安定化剤が欠かせず、普通は酸化イットリウム (III) や酸化カルシウムが用いられる。スカルるつぼ法は1960年代のフランスで開発が始まったものの、技術が完成したのは1970年初頭であり、ソビエト連邦の科学者 V. V. Osiko の手により、その場所はモスクワのレベデフ物理学研究所であった。
CZのモース硬度は (8-8.5)、屈折率 (2.15-2.18)、等軸晶性なので複屈折も無い。何より、原材料費が圧倒的に安いために、CZはダイヤモンド類似石の代名詞におさまった。CZの光学及び物理特性値にはバラツキが見られるものの、これは各製造業者で用いる安定化剤が異なるという事情による。CZの結晶構造を地球の大気圧と大差の無い圧力条件下で製造した際に、その結晶構造を適切にするために用いられ得る安定化剤は何種類も有る。そして、安定化剤に何を使用したかによりCZの光学的、物理的特性は変化する。ダイヤモンドに視覚的に似せたCZは、日常的にダイヤモンドを扱わない人々のほとんどを欺くのに申し分ないが、一般的にCZは確実にそれと判る証拠を残す。例を挙げると、ダイヤモンドよりもモース硬度が低い。また、ほとんどのダイヤモンドは内部に若干のゴミや傷を抱えており、完全に無色の場合は珍しいのに、CZの内部にはゴミも傷も1つも見当たらず、色も完璧な無色である。さらにCZの比重は5.6から6と、ダイヤモンドよりも明らかに重い。また、CZは紫外光において、特有のベージュの蛍光を発する。また、宝石商のほとんどはCZではないかと思われる石を検査するために熱慣性テスターを持っているが、これはダイヤモンドの熱伝導率が群を抜いて高い事実を利用した検査法である。
CZは様々な色を付けられる。例えば、黄色からキツネ色、オレンジ、赤からピンク、緑、漆黒などなどである。そうすると、色の付いたダイヤモンドのイミテーションも可能に思えるかもしれない。しかし、その多くは本物の色の付いたダイヤモンドには似てすらいない。したがって、CZは基本的に、無色透明のダイヤモンドのイミテーションとして使用される。
そんなCZには、その耐久性を上げるため、ダイヤモンドライクカーボンで覆う処理がなされる場合が有る。なお、ダイヤモンドライクカーボンで被覆しても、熱慣性テスターで、本物のダイヤモンドと、ダイヤモンドライクカーボン被覆処理済みCZの鑑別は可能である。

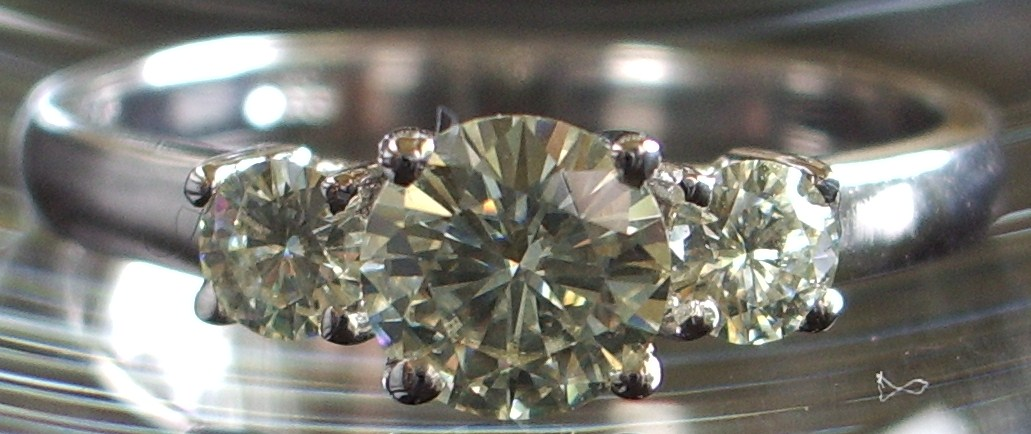
カットされ指輪に装着されたモアッサナイト。

1998年にモアッサナイト、モアッサン石、モアサナイト（SiC、炭化ケイ素）が出回るまで、事実上、CZとの競合品は無かった。モアッサナイトは、モース硬度が8.5から9.25で、その比重はCZよりずっと低い3.2であり、この2点においてよりダイヤモンドに近い値を示す。高いモース硬度の御蔭で、モアッサナイトはダイヤモンドと同様に、しばしば全く傷の無い滑らかなファセット面を見せる。また、比重が似ているために、充分に差の検出は可能ではあるものの、ダイヤモンドとそれに似せたモアッサナイトの区別を難しくした。
その一方で、ダイヤモンドやCZと明らかに異なる点は、モアッサナイトが強い複屈折を示す点である。これは合成ルチルにも見られる複視の効果を呈するのだが、モアッサナイトのそれは合成ルチルほど酷くはない。ただ、この複屈折を示すという特性を隠すため、モアッサナイトは、どれもそのテーブルを光軸に垂直になるようカットする。それでも、高倍率下において、わずかでも傾いた方角から見れば、ファセット背面の稜線、あるいは石の内包物が二重に見えるため、簡単に見破れる。
モアッサナイト内部に見られる内包物もまた特徴的で、そのほとんどは細くて白く互いに平行なチューブ状、もしくは針状であり、石のテーブル面に対して垂直である。こうした平行チューブは、処理済みダイヤモンドにしばしば見られる、結晶内に混入した石墨をレーザーで焼いた痕に間違えられる場合が有る。だが、モアッサナイト内部に有るこうしたチューブは、複屈折のために顕著に二重に見える。また、モアッサナイトは、緑褐色がかった色が抜け切れない点に悩まされている。
宝石質のモアッサナイトを製造できる企業は、21世紀初頭においてはチャールズ＆コルバードの1社のみである。なお、製造原価がCZの120倍にも達する点は、モアッサナイトの普及を妨げているが、それでも本物のダイヤモンドよりは遥かに安価なので、モアッサナイトダイヤモンドなどと称して本物のダイヤモンド並みの値段を付けて売り抜けようとする悪徳宝石商もいる。

## 天然のダイヤモンド類似石
天然鉱物で無色のダイヤモンドの代用品できる物は稀である。と言うのも、天然の鉱物にはどうしても微量な不純物が混じり、その効果として色が付くからだ。最古のダイヤモンド類似石は、石英、水晶、トパーズ、緑柱石などである。これらは地球では比較的ありふれている鉱物で、モース硬度も7から8程度と、そこそこの強度も有する。ただし、ダイヤモンドと比べて屈折率が著しく低く、分散値も低い。なお、トパーズの比重 (3.50-3.57) はダイヤモンドのそれに収まる。
しばしば「ダイヤモンド」の名を付けられて流通する非常に透明度が高い良質の水晶として、ニューヨーク州ハーキマー郡で産出される、いわゆる「ハーキマー・ダイヤモンド」が知られる。

### ジルコン
歴史的に見れば、特に注目すべき天然ダイヤモンド類似石はジルコンである。これはモース硬度が7.5だが、重要な点は、高い分散値 (0.039) を有しているため、適切にカットすれば、かなりのファイアが見られる点である。無色透明のジルコンは、スリランカで2000年前から採掘されてきた。鉱物学が発展する以前は、無色透明のジルコンは成長一歩手前のダイヤモンドであると信じられ、産地名から「マタラ・ダイヤモンド」と呼ばれていた。
ジルコンは今でもダイヤモンド類似石として市場に出る場合が有るものの、異方性であり、強い複屈折 (0.059) が見られる点から簡単に区別できる。ガードルファセットの稜線に磨耗が、しばしば起こる点でも区別できる場合が有る。

### マニア向け珍品
無色のジルコンほどではないが、無色透明の灰重石もまた天然ダイヤモンド類似石の1つである。灰重石の分散値は、0.026と高く、模倣ダイヤモンドに用いられるだけの値を示す。ただし、光沢が強過ぎる。さらに、灰重石はモース硬度が、4.5から5.5と、あまりにも低過ぎて、脆弱である。光学的に灰重石は、異方性で複屈折を有し、さらに比重が5.9から6.1と重い。チョクラスキー法で人工合成された灰重石も有るものの、それがダイヤモンド類似石に用いられる事例はほとんどない。ただ、宝石質の天然灰重石がほとんど産しないだけに、人工合成灰重石は、ダイヤモンド類似石と言うよりも、むしろ、天然灰重石のニセモノとして出回る。
似たようなケースに斜方晶系の白鉛鉱（炭酸鉛）が挙げられる。この石は非常に壊れ易く、4方向のへき開面に対して脆く、カットを施す事も難しい。さらにはモース硬度が3.5と柔らかいため、宝飾品に使用される例はまずない。ただし、宝石質の白鉛鉱は、高い屈折率 (1.804-2.078) と分散値 (0.051) からダイヤモンド光沢を呈し、宝石マニアには珍品として評価され得る。でも、その柔らかさとは別に高い比重 (6.51) や、異方性から来る高い複屈折率 (0.271) からも、ダイヤモンドとは簡単に見分けられる。
- ハーキマー・ダイヤモンド
- トパーズ
- ジルコン
大抵はこのような茶色
- 灰重石
- 白鉛鉱

## ファンシーダイヤモンドの類似石
珍品と言われるファンシー（カラー）ダイヤモンドにも類似石が存在し、ジルコンがその目的に用いられる場合も有る。茶色いジルコンを高温に加熱すると、鮮やかな色に変わる場合が有るからだ。中でもスカイブルー、ゴールデンイエロー、赤がよく見られる。ブルージルコンが一番多いものの、この色は決して安定しておらず、長期間紫外線に曝露されると褪色する。無論、太陽光にも紫外線が含まれるため、同様に褪色する。また加熱処理は、ジルコンの結晶構造を変化させるので石は脆くなり、また特徴的な内包物が出る。
それとは別のファンシーダイヤモンド類似石としては、閃亜鉛鉱が挙げられる。ただし、閃亜鉛鉱は相当に脆い。宝石質の石は大抵が、べっこう色からハニーブラウン、オレンジ、赤、緑といった色が着いている。高い屈折率 (2.37) と分散値 (0.156) から、光沢とファイアを呈し、等軸晶系なので複屈折も見られない。しかし、この石もまた硬度が低く (2.5-4)、正十二面体の各面に沿ったへき開面を有しており、宝飾品としては利用されない。
むしろ、宝飾品としての用途には、2つのカルシウム含有ガーネット、グロッシュラー（灰礬柘榴石、通常茶色がかったオレンジ、希に無色透明、黄、緑、ピンク）と、アンダライト（灰鉄柘榴石）のが向く。大まかに分けると6種類有るガーネットのうち、最も希少な物がアンダライトであり、それだけに価値も有る。その色変わりの3つ、トパゾナイト（黄）、メラナイト（黒）、デマントイド（緑）は、宝飾品として用いられる場合も有る。とりわけデマントイドは文字通り「ダイヤモンドに似た」という意味であり、1868年にウラル山脈での発見以降、珍重されてきた。この石の使用はロシアのアンティーク及び、アールヌーボージュエリーの特徴として注目される。
チタン石、別名スフェーンもアンティークジュエリーではよく見かける。これは濃淡のある黄緑色を呈し、光沢があり屈折率 (1.885-2.050) と分散値 (0.051) もダイヤモンドに見紛う可能性が有る程に高い。欠点は、異方性である (0.105-0.135と複屈折率が高い）点と、モース硬度が5.5と低く傷が付きやすい点である。
1960年代に発見された深い緑色のツァボライトは、グロッシュラーの色変わりの1つである。グロッシュラーもアンダライトも等軸晶系であり、比較的高い屈折率（各々1.74、1.89）と分散値 (0.027、0.057) を有しており、デマントイドについてはダイヤモンドの値を超えている。しかしながら硬度は低く (6.5-7.5)、ダイヤモンドではまず見られない内包物が見られる。デマントイド中には、通称ホーステイルと呼ばれる石綿状の緑閃石が見られるが、これなど顕著な例である。さらには、そのほとんどの結晶が小さく、普通は重量0.5カラット (100 mg) 以下である。その光沢はガラス質からダイヤモンドに準じたもの、通常は漆黒のメラナイトに見られる金属質まで様々で、メラナイトはそれゆえブラックダイヤモンドの類似石に使用される場合が有る。なお、天然のブラックスピネルにも、往々にしてこの用途に適する程に黒い物が有る。
- ジルコン
加熱処理後
- 閃亜鉛鉱
- デマントイド
- スフェーン
- ツァボライト
- メラナイト
- ブラックスピネル

## 貼り合わせ石（ダブレット、トリプレット）
この分野で言うダブレットとは、2重に貼り合わされた物であり、トリプレットとは、3重に貼り合わされた物である。チタン酸ストロンチウムとガラスは指輪に用いるには傷付き易過ぎるため、他の素材と組み合わせた「貼り合わせ石（composite stone）」または「組み合わせ石（assembled stone）」と呼ばれる手法で、ダイヤモンド類似石に用いられた。この2素材は宝石下部（パビリオン）に使用され、チタン酸ストロンチウムの場合は、ずっと硬い素材、通常は無色透明のスピネルやサファイアをその上（クラウン）に載せる。ガラスの張り合わせ石では、宝石上部にはアルマンダインが置かれる。アルマンダインは色石だが、石全体の色を変えない程度にまで、とても薄くスライスしてある。ダイヤモンドの上にダイヤモンドを貼った石すら存在したという報告も有るが、その小細工を思い付いた者は、小さな2つの石を張り合わせて、1つの大きな石を得ようと企んだらしい。
チタン酸ストロンチウムやダイヤモンドそのものを使用した貼り合わせ石には、上部と下部を接着させるためにエポキシ樹脂が用いられる。だがエポキシ樹脂は紫外線光下で蛍光を発し、また石の辺縁に漏出している可能性も有り得る。ガーネットを載せたガラスの貼り合わせ石は、物理的に融合するのだが、それも含め、その他のタイプの貼り合わせ石も、接合部に潰れた気泡が見られる場合が通例である。また、どのように接合しても、結合線は容易に判別できる。通例として接合部は、ガードルの直上または直下に見られ、アングルに見られる場合も有るが、ガードルそのものが結合線になるのは稀である。
もっとも手の込んだダイヤモンド類似石には、CZを核にし、実験室で表面にアモルファスダイヤモンドの皮膜を着せた物も有る。この発想は、養殖真珠の構造を、ダイヤモンドに持ち込んだ物である。